# Halaganahalli, Piriyapatna
Halaganahalli là một làng thuộc tehsil Piriyapatna, huyện Mysore, bang Karnataka, Ấn Độ.